# Irizar
Irizar è un'azienda spagnola, con sede a Ormaiztegi, che dal 1889 costruisce carrozzerie per pullman.

## Storia

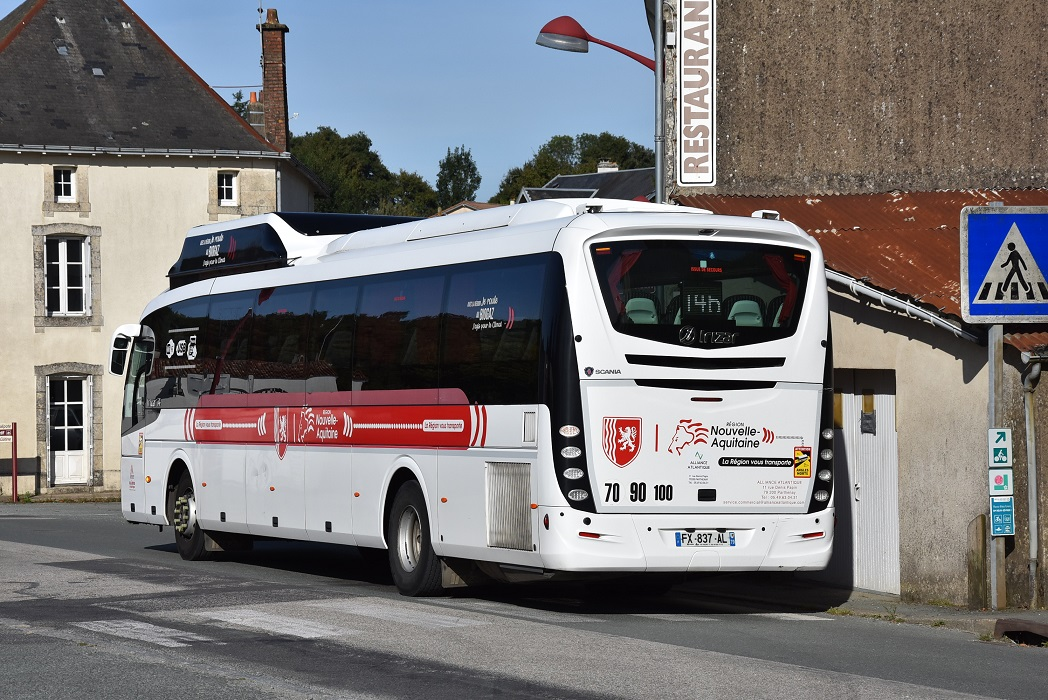
Irizar i4 biogas, Francia

L'azienda nasce nel 1889 come produttrice di pezzi di ricambio per le carrozze.
Negli anni '20, con la graduale sostituzione della trazione animale, Irizar inizia ad operare nell'attuale settore. Il primo pullman prodotto fu il Crocodile, nel 1928.
Nel 1926 alla morte di José Francisco, i figli (José Francisco, José Lorenzo e Cecilio), dirigono l'azienda, ridenominandola nel 1927, Carrocierias Irizar Hnos.
Durante la guerra civile però la produzione torna temporaneamente alle carrozze e ai relativi pezzi di ricambio.
Nel 1948 viene ristabilita la produzione di pullman in metallo e nel 1950 viene prodotto il Rubia.